# Ji Di
Ji Di (zone de paix), née le 22 juin 1983, de son vrai nom Zu Ya-Le est une artiste chinoise, scénariste et illustratrice d'un recueil d'histoires illustrées: My Way.
Fort d'un grand succès rencontré en Chine, My Way paraît en France en février 2007 chez Xiao Pan notamment grâce au soutien de Benjamin, auteur notoire de manhua et de roman, que la juvénile dessinatrice considérait jusqu'alors comme son idole.
Lors du Salon du Livre de Paris en Mars 2010, Ji Di et A Geng, autre illustratrice chinoise, ont annoncé un album en commun : "L'histoire de ce titre évoquera comment le système chinois tend à étouffer les talents particuliers des enfants et jeunes adultes pour avoir tout le monde construit sur le même moule."